# Santo Spirito (Florence)

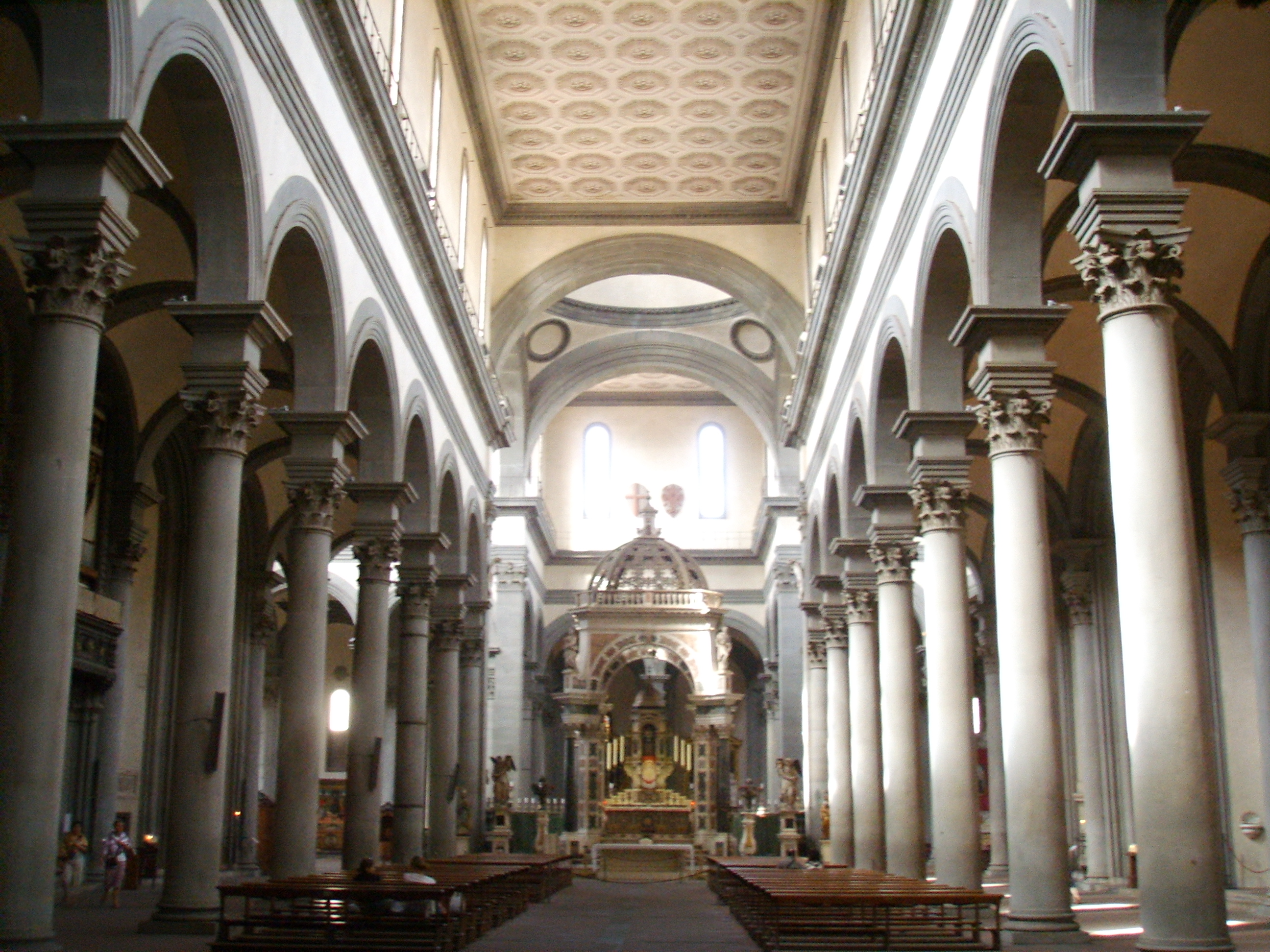
Interieur basiliek

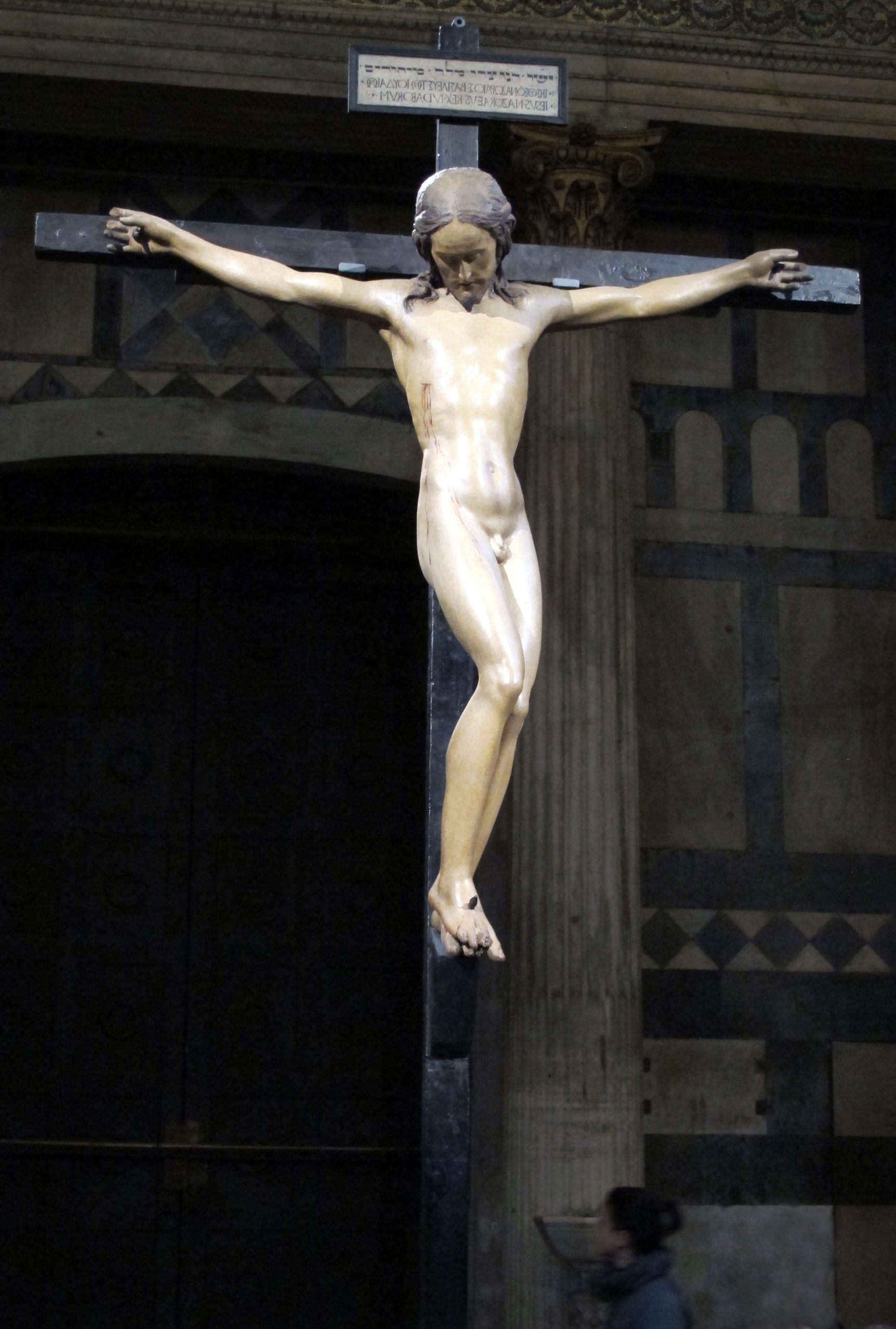
Michelangelo's crucifix.

De Basilica Santa Maria del Santo Spirito is een basiliek in Florence, Italië.
Meestal wordt de kerk simpelweg Santo Spirito genoemd. De kerk ligt in de wijk Oltrarno en is het laatste werk van architect Filippo Brunelleschi.

## Gebouw
De huidige kerk is gebouwd over de overblijfselen van een klooster van de Augustijnen uit de 13e eeuw dat door brand was verwoest. Filippo Brunelleschi kreeg in 1434 van een commissie de bouwopdracht. Pas na de dood van Brunelleschi in 1446 is het gebouw echter uitgevoerd door zijn leerlingen Antonio Manetti, Giovanni da Gaiole, en Salvi d'Andrea. Zij konden niet verhinderen dat het pure renaissanceontwerp van de architect daarbij aangetast werd.
Waar bij veel door Brunelleschi ontworpen gebouwen door (gedwongen) samenwerking met andere architecten of latere verbouwingen en toevoegingen veel van zijn oorspronkelijke ontwerpen verloren zijn gegaan (zoals bijvoorbeeld bij de Basilica San Lorenzo), is de Santo Spirito de kerk die het meest het architectonisch concept van ruimtewerking uit de vroege renaissance laat zien. De kerk wordt door velen daarom ook gezien als het meest authentieke werk van Brunelleschi.
Het grondplan van de kerk heeft de vorm van een Latijns kruis met drie beuken en een vlak plafond met rondom 38 zijkapellen. Deze zijn beschilderd door onder meer Domenico Ghirlandaio en Filippino Lippi. De lichte binnenruimte doet sterk denken aan de eerder door Brunelleschi gebouwde basilica San Lorenzo in Florence. Als verbindende maateenheid van het gebouw, dienen de kruising met koepelgewelf met zijden van 22 Florentijnse el. Het koor en de armen van de dwarsbeuk zijn allen van deze maat, en de middenbeuk van de kerk is precies vier keer deze lengte. Een vierde van de grootte van de kruising komt precies overeen met de breedte van één travee naar de zijbeuken, en de halve doorsnede met de breedte van de aangrenzende kapellen. In deze wiskundig berekende ruimte zijn het hoogaltaar en baldakijn van Giovanni Battista Caccini en Gherardo Silvani uit de barok enigszins storende elementen.
De geplande façade is nooit gebouwd en is nu eenvoudig bepleisterd.

## Michelangelo's Crucifix
In de sacristie van de kerk hangt het Crucifix van Michelangelo dat hij voor het klooster maakte uit dank voor hun gastvrijheid.
Michelangelo mocht, in de vroege fase van zijn loopbaan, van de monniken lichamen uit hun hospitaal onderwerpen aan anatomische studies. Dit hielp hem in grote mate bij het vormen van zijn kennis van het menselijk lichaam.

## Klooster
Het complex kende twee kloosters, waarvan slechts resten over zijn.
Santa Maria del Fiore (Duomo) · San Lorenzo · Santa Maria del Carmine · Santa Maria Novella · Santa Croce · Orsanmichele · San Miniato al Monte · Santo Spirito